# Boalin (Kongoussi)
Pour les articles homonymes, voir Boalin.
Boalin est une localité du département du Kongoussi, dans la province du Bam, dans le Centre-Nord, au Burkina Faso. 

## Géographie
Lors du recensement de 2006, la population est de 1 392 habitants.